# Bürgerkarte
Bürgerkarte (нем. österreichische Bürgerkarte) — идентификационная карта в Австрии. Система идентификации и авторизации резидентов страны  в интернете в основном в рамках программы электронного правительства, позволяющая заверять документы (PDF, e-mail) электронной подписью (приравненную в правовом поле к собственноручной графической подписи), правомочно идентифицировать пользователя на сайтах в том числе государственного управления, обеспечивает возможность использования службы обмена электронными сообщениями с государственными учреждениями, обеспечивает доступ в базы данных данных пенсионного и больничного страхования.
Система состоит из двух компонентов-цифрового сертификата выданного аккредитованной правительством инстанции и физического носителя: смарт-карты (как правило национальная карта социального страхования e-card, дебетовые банковские карты) или же SIM-карты (Handy Signatur) объединённых пропиетарным интерфейсом.
Система использует процедуры SHA-1, SHA-256, RIPEMD-160 с асимметричным шифрованием ECDSA и RSA.